# Sinh lý bệnh học
Sinh lý bệnh lý học hay gọi tắt là sinh lý bệnh học là môn học y khoa hội tụ giữa bệnh lý học (pathology) với sinh lý học. Bệnh lý học là môn y khoa mô tả những điều kiện thường được quan sát thấy trong thời gian bệnh, trong khi sinh lý học là môn sinh học mô tả quá trình hoặc cơ chế hoạt động trong cơ thể. Bệnh lý học mô tả tình trạng bất thường hoặc không mong muốn, trong khi sinh lý bệnh học tìm cách giải thích các quy trình hoặc cơ chế sinh lý theo đó tình trạng đó phát triển và tiến triển.
Sinh lý bệnh học cũng có thể có nghĩa là những thay đổi chức năng của cơ thể, cơ quan, mô và tế bào liên quan đến hoặc kết quả từ bệnh tật hoặc thương tích; từ đó rút ra những quy luật chi phối chúng, khác với những quy luật hoạt động lúc bình thường. Một định nghĩa khác là những thay đổi chức năng đi kèm với một bệnh cụ thể.